# Kleine Hanfmotte
Die Kleine Hanfmotte (Grapholita delineana) ist ein (Klein-) Schmetterling aus der Familie der Wickler (Tortricidae). Seine Raupen sind Schädlinge an Hanf und an Hopfen, neben dem Maiszünsler, dem Hanferdfloh und verschiedenen Pilzerkrankungen ist sie der wirtschaftlich bedeutsamste Schädling des Nutzhanfs (Cannabis sativa) und sorgte vor allem während einer epidemischen Ausbreitung in Osteuropa in den 1960er Jahren für beträchtliche Schäden in der Faserhanfwirtschaft.

## Merkmale
Die Männchen der Kleinen Hanfmotte haben eine Flügelspannweite von 9–13 mm und eine Körperlänge von etwa 5 mm, die Weibchen sind ein wenig größer mit einer Flügelspannweite von 10–15 mm und einer Körperlänge von 6–7 mm. Der Körper hat eine graue bis grau-braune Färbung und braune, fransige Flügel. Auf den Vorderflügeln befindet sich eine weiße Streifung entlang der Vorderkante, in der Vorderflügelmitte weisen die Tiere zudem eine weiße Zeichnung aus weißen Winkeln auf.
Die Raupen sind rosaweiß bis leicht braun und nur leicht sklerotisiert. Sie erreichen eine Länge von maximal neun bis zehn Millimetern und besitzen blasse und kaum sichtbare Borstenhaare an den Segmenten. Die Bauchbeine besitzen kleine Krallen und die Afterfüße kleine Widerhaken, mit denen sich die Tiere in Pflanzenmaterial festkrallen können. Der Kopf weist eine dunkle gelbbraune Farbe auf und erreicht eine Breite von 0,9 Millimetern, die Ocellen sind schwarz. Die Verpuppung erfolgt in Kokons aus Seide mit Blattstückchen der Wirtspflanze, die Puppe ist zylindrisch mit konisch zulaufenden Enden und etwa sieben Millimeter lang.

## Verbreitung und Herkunft
Der Ursprung der Kleinen Hanfmotte liegt wahrscheinlich in China in den traditionellen Hanfanbauregionen der Provinzen Anhui und Jiangxi oder in anderen asiatischen Gebieten. Sie kommt hier zudem vor allem in Korea, Japan, Pakistan, Nepal und Teilen Indiens vor.
Die Ausbreitung der Art in Osteuropa und die damit verbundenen Ernteausfälle in den 1960er Jahren von der Ukraine und der Sowjetunion über Ungarn, Slowenien, Bosnien, Serbien, Moldawien, Rumänien, Bulgarien und Griechenland bis Armenien wird auf importiertes Saatgut oder Vogelfutter zurückgeführt, das mit Larven der Kleinen Hanfmotte durchsetzt war. Das nördlichste Vorkommen der Motte liegt bei Cherkassy in der Ukraine. Aus Westeuropa, wo vor allem in Frankreich große Hanfanbauflächen existieren, sind keine Nachweise der Art bekannt.
Auch nach Amerika wurde die Motte wahrscheinlich über infiziertes Saatgut oder Vogelfutter eingeschleppt, hier wurde sie erstmals 1943 beschrieben. Es ist allerdings auch möglich, dass die Einschleppung in die USA bereits im 18. Jahrhundert über Kentucky erfolgte, da amerikanische Missionare, die in China tätig waren, regelmäßig Hanfsamen nach Amerika verschickten. In den USA war die nördlichste Verbreitung in Minnesota, in Kanada mit einer sehr intensiven Hanfwirtschaft sind bislang keine Fälle von Hanfmottenbefall dokumentiert.

## Lebensweise
Die Kleine Hanfmotte ist nachtaktiv und findet die zur Eiablage gebrauchten Hanf- und Hopfenfelder über ihren Geruchssinn. Als sehr kleine Schmetterlinge fliegen sie sehr langsam mit einer Geschwindigkeit von etwa 3,2 bis 4,7 km/h und einer maximalen Reichweite von etwa 20 Kilometern. Die Weibchen und die durch diese angelockten Männchen, landen am Rand eines gefundenen Hanffeldes, meistens im Bereich der ersten drei Meter. Nach der Paarung legen die Weibchen 350 bis 500 Eier einzeln an den Stängeln oder Blattunterseiten der Hanf- und Hopfenpflanzen ab. Die Adulten sterben nach zwei bis drei Wochen, je nach klimatischen Bedingungen können pro Jahr zwei oder drei Generationen der Kleinen Hanfmotte auftreten. Dabei können sich die einzelnen Generationen überlappen, sodass regional ganzjährig Hanfmotten anzutreffen sind.
Die Larven schlüpfen abhängig von der Temperatur nach drei bis sechs Tagen, wobei allerdings nur ein sehr kleiner Teil der Larven schlüpft oder das erste Larvenstadium überlebt. Die frisch geschlüpften Raupen der ersten Entwicklungsstufe ernähren sich vor allem vom weichen Pflanzengewebe an der Unterseite der Hanfblätter und können bei starkem Befall die Blätter vollständig skelettieren (d. h., dass nur die Blattadern stehen bleiben, während die weicheren Blattgewebe vollständig gefressen werden). Nach einiger Zeit bohren sich die Larven in die Stängel oder Blattstängel und ernähren sich dort. An den Einbohrstellen entwickeln sich gallenartige Verdickungen an den Hanfstängeln, durch die Fraßtätigkeit im Gewebe können die Stängel an diesen Stellen aufbrechen oder auch abknicken. Erfolgt die Einbohrung im Bereich des Vegetationskegels kann dieser absterben oder eine Gabelung der Sprossachse erfolgen. Die Larven der späteren Generationen ernähren sich zudem von den Blüten und den Samen, weshalb sie im englischsprachigen Raum die Namen hemp lef roller und hemp seed eater erhalten haben. Sie spinnen hierzu lose Seidennetze um die Samenträger der weiblichen Pflanzen.
Ab September oder Oktober beginnt die Überwinterungsphase, induziert durch die abnehmende Tageslänge und die abnehmenden Temperaturen. Die Larven überwintern in Seidenkokons und zusammengerollten Pflanzenteilen, die von ihnen durch Seidenfäden zusammengeklebt wurden. Als Puppen überwintern sie zudem in den Stängelresten und im Boden sowie in Samen, die eingelagert wurden. Die Verpuppung der überwinterten Larven beginnt im April im Boden unter Laub und Streu. Die adulten Schmetterlinge schlüpfen im Mai bis Juni aus den Puppen.

### Wirtsspektrum

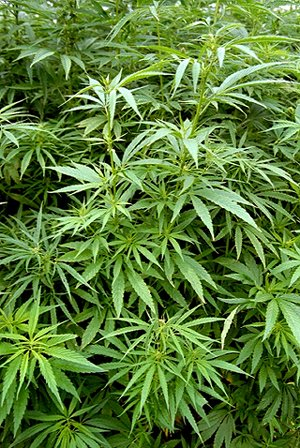
Hanfpflanzen

Das Wirtsspektrum umfasst nach heutiger Kenntnis nur die nahe verwandten Pflanzengattungen Hanf (Cannabis) und Hopfen (Humulus) und ist bei diesen vor allem auf die kultivierten Arten Hanf (Cannabis sativa) und Echter Hopfen (Humulus lupulus) konzentriert. Dabei wird angenommen, dass es zwei Rassen gibt, die sich jeweils auf eine Wirtspflanze spezialisiert haben. Die hopfenspezialisierte Hanfmotte wurde bislang nur selten beschrieben und hatte in der Regel keine große wirtschaftliche Bedeutung. Die hanfspezialisierte Rasse stellt dagegen die in Asien, Europa und Amerika hauptsächlich vorkommende Art dar. Eine spontane Änderung der Wirtspflanzen vom Hanf zum Hopfen, wie sie bsp. für den Maiszünsler (Ostrinia nubilatis) vom Hanf zum Mais angenommen wurde, scheint bei der Kleinen Hanfmotte nicht vorzuliegen. Die auf Hanfpflanzen aufgewachsenen Larven lassen sich zwar mit Hopfen ernähren, knabbern an diesem jedoch nur sehr wenig.

### Ähnliche Schadbilder
Der Befall mit der Kleinen Hanfmotte wird vor allem durch die Bohrlöcher und die sich bildenden Gallen erkennbar. Dieses Schadbild kann jedoch auch von einer Reihe weiterer Insekten hervorgerufen werden, vor allem vom Maiszünsler (Ostrinia nubilalis), der allerdings meistens in den unteren Pflanzenbereichen auftritt, während die Hanfmotte fast ausschließlich im oberen Drittel der Stängel lebt. Weitere Insekten, die sich in die Stängel einbohren, sind die Rüsselkäfer Rhinoncus pericarpius und Ceutorhynchus rapae und die Nesselmücke (Melanogramyza urticivora).

## Taxonomie und Systematik
Die Kleine Hanfmotte wurde erstmals durch den britischen Entomologen Walker im Jahr 1863 beschrieben. Rudolf Felder, ein österreichischer Entomologe, beschrieb 1874 die gleiche Art unter dem Namen Grapholita sinana. Bis 1968 waren beide Namen parallel im Gebrauch, da man von zwei Arten ausging; dies führte insbesondere bei der Epidemie der Motte in den 1960ern in Ost- und Südosteuropa zu starker Verwirrung. Die Synonymisierung erfolgte durch Danilevski und Kusnetsov 1968, die auch die ehemaligen Arten G. mundana, G. terstrigana und Laspeyresia quadristriana als Synonyme erkannten und unter dem nun gemeinsamen Namen Grapholita delineana Walker 1863 vereinten. In den USA entstanden zudem die Namen G. interstictana und G. tristrigana, die 1982 durch Miller mit G. delineana synonymisiert wurden.
Innerhalb der Wickler wird die Gattung Grapholita mit einer Reihe von Arten in die Unterfamilie Olethreutinae eingeordnet, die als Oleuthreutidae ursprünglich eine eigene Familie darstellte.

## Schadwirkung
Die Schadwirkung durch den Befall mit Larven der Kleinen Hanfmotte besteht vor allem in der Zerstörung der Hanffasern, die durch den Fraß im Stängel zerrissen werden und entsprechend nicht mehr als Langfasern für die Textilindustrie verwendet werden können. Durch die Zerstörung des Vegetationskegels und die damit verbundene Verästelung werden die Fasern ebenfalls verkürzt. Außerdem bilden die Pflanzen zur Stabilisierung mehr Lignin. Für Rumänien wurden durch den Befall mit den Raupen Faserverluste von bis zu 100 % berichtet, in der Ukraine zerstörten die Raupen phasenweise bis zu 80 % der Blütenstände in befallenen Feldern und in Jugoslawien wurde die Hanfsamenernte um 41 % reduziert. Ein Befall von 40 Larven kann einen Sämling mit einer Höhe von bis zu 25 cm innerhalb von zehn Tagen vollständig zerstören, zehn Larven pro Pflanze zerstören das Wachstum und die Samenproduktion vollständig.

## Bekämpfung
Die effektivsten Methoden zur Verhinderung der Ausbreitung stellen strenge Kontrollen der Hanfsamentransporte und des Handels dar. Der Handel stellt die größte Gefahr für eine weitere Ausbreitung der Motten dar, während der aktive Flug der Tiere nur lokal von Bedeutung ist.
Zur direkten Schädlingsbekämpfung gibt es eine Reihe von mechanischen, biologischen und auch chemischen Maßnahmen, die genutzt werden können. Hierzu gehört unter anderem eine möglichst frühe Ernte der Hanffaser, um eine zweite Generation der Motten zu unterbinden, sowie eine intensive Bodenbearbeitung und eine Entfernung bzw. Vernichtung der Ernterückstände und Stängelreste nach der Ernte. Netz- und Lichtfallen können während der Ausflugphasen adulte Schmetterlinge abfangen.
Zur biologischen Schädlingsbekämpfung können eine Reihe von Insektenarten eingesetzt werden, deren Larven in den Raupen der Kleinen Hanfmotte parasitieren. Hierzu gehören natürlich vorkommende Schlupfwespen, Tachinidae und Braconidae. Kommerziell angeboten werden Arten der Gattung Trichogramma, die bereits die Eier der Motten befallen und so eine Schädigung der Pflanzen unterbinden. Auch der Einsatz von Pestiziden kann eine Schädigung unterbinden, da die Gifte die Larven und Motten abtöten. Zum Einsatz kommen vor allem das Bt-Toxin und andere Gifte, die biologisch abgebaut werden.